# Avena sterilis subsp. ludoviciana
Avena sterilis subsp. ludoviciana é uma subespécie de planta com flor pertencente à família Poaceae. 
A autoridade científica da subespécie é (Durieu) Nyman, tendo sido publicada em Conspectus florae europaeae : seu Enumeratio methodica plantarum phanerogamarum Europae indigenarum, indicatio distributionis geographicae singularum etc. 810. 1882.
Os seus nomes comuns são aveão, aveião, balanco-bravo ou balanco-maior.

## Portugal
Trata-se de uma subespécie presente no território português, nomeadamente em Portugal Continental e no Arquipélago dos Açores.
Em termos de naturalidade é nativa de Portugal Continental e introduzida no Arquipélago dos Açores.

## Protecção
Não se encontra protegida por legislação portuguesa ou da Comunidade Europeia.